# Love Again
Love Again är en amerikansk romantisk komedifilm från 2023. Filmen är regisserad av James C. Strouse, som även svarat för filmens manus. Den är en engelskspråkig anpassning av den tyska filmen SMS für Dich från 2016 som i sin tur är baserad på en roman av Sofie Cramer.
Filmen hade biopremiär i Sverige den 12 maj 2023, utgiven av Sony Pictures.

## Handling
Filmen kretsar kring  Mira Ray och Rob Burns där Mira skickar ett flertal romantiska SMS till sin nyligen döda fästmans gamla mobilnummer. Hon är dock inte medveten om att numret tagits över av Rob. Han tar hjälp av Celine Dion (som spelar sig själv) för att spåra avsändaren och vinna hennes hjärta.

## Rollista (i urval)
- Priyanka Chopra Jonas – Mira Ray
- Sam Heughan – Rob Burns
- Celine Dion – sig själv
- Russell Tovey – Billy Brooks
- Steve Oram – Richard Hughes
- Omid Djalili – Mohsen
- Sofia Barclay – Suzy Ray
- Lydia West – Lisa Scott
- Arinzé Kene – John Wright
- Celia Imrie – Gina Valentine
- Nick Jonas – Joel